# Miha Blažič
Miha Blažič, född 8 maj 1993, är en slovensk fotbollsspelare som spelar för Lech Poznan.

## Klubbkarriär
Den 31 augusti 2017 värvades Blažič av ungerska Ferencváros, där han skrev på ett treårskontrakt. I juni 2019 förlängde Blažič sitt kontrakt i klubben.

## Landslagskarriär
Blažič debuterade för Sloveniens landslag den 2 juni 2018 i en 2–0-vinst över Montenegro.

## Meriter
Koper
- Slovensk cupvinnare: 2015

 Domžale
- Slovensk cupvinnare: 2017

 Ferencváros
- Ungersk mästare (4): 2019, 2020, 2021, 2022